# Тирнова къща
Тирновата или Фереовата къща (на гръцки: Αρχοντικό Τύρνα, Αρχοντικό Φεραίου) е възрожденска къща в град Костур, Гърция.

## Местоположение
Къщата е разположена в южната традиционна махала Долца (Долцо) на улица „Емануил Папас“ № 4.

## История
Къщата е известна и като Фереова по името на предишния собственик преди семейство Фереос - семейство Тирнас. В 1965 година къщата е обявена за защитен паметник на културата.

## Архитектура
Къщата е триетажна, но поради липса на поддръжка третият етаж пада, а останалата част е в руини.